# Хейман, Маргарита
Маргарет Хейман, в первом замужестве Лёбенштейн, во втором Маркс (нем., англ. Margarete Heymann; 10 августа 1899[…], Кёльн, Пруссия — 11 ноября 1990[…], Лондон) — немецкая художница, мастер прикладного искусства, работавшая в области художественно-промышленной керамики. Представитель авангардистского искусства в 1920-е годы, школы Баухаус.

## Жизнь и творчество
Родилась в еврейской семье, отец её, Макс Хейман, был совладельцем крупной фирмы по торговле швейными принадлежностями; мать, Эмма, была в родстве с Генрихом Гейне. В семье, кроме Маргарет, было ещё двое детей. Художественное образование получила в кёльнской Школе прикладного искусства в 1916—1919 годах и затем училась год в Академии художеств в Дюссельдорфе; также проходит курс по истории культуры при Музее восточноазиатского искусства в Кльне. В ноябре 1920 года поступает на обучение в веймарский Баухаус, на курс Иоганнеса Иттена. В апреле 1921 переходит на учение в керамическую мастерскую Баухауса под руководством Герхарда Маркса. При Баухаусе посещала также курсы Пауля Клее, Георга Мухе и Гертруды Грунов. К 1922 году художница покидает Баухауз. Этому решению способствовали её сложные отношения с Герхардом Марксом и Вальтером Гропиусом. К концу 1921 года она работает на керамической мастерской в Фрехене близ Кёльна и преподаёт лепку детям в Школе прикладного искусства Кёльна.
В августе 1923 года Маргарет Хейман выходит замуж за преуспевающего коммерсанта Густава Лёбенштейна и в том же году она с ним и его братом Даниелем открывают фирму «Мастерские Хаэль по производству искусственной керамики» в городке Марвиц, севернее Берлина. Маргарет руководила художественной стороной производства. В 1925 году фирма становится членом Германского промышленного союза. В июле и сентябре того же года работы Маргарет выставляются на экспозиции в авангардистской галерее «Штурм» в Берлине. В ассортименте произведений, вышедших из мастерской Хаэль, керамика разных форм и стилей, простых и сложно-выполненных линий, асимметричные и абстрактные керамики. Это высококачественная посуда — чайные, кофейные сервизы, вазы, пепельницы, блюда и тарелки, чайники и кувшины. В декоре используются также серебро, слоновая кость, нёйзильбер, чёрное дерево и пластмассы. Фирма получает ещё до начала 1930-х годов известность и за рубежами Германии. Она экспортирует свои произведения в Великобританию, Швейцарию, Бельгию, Францию. Предметы роскоши, выполненные в стиле «арт-деко», покупаются в США, Австралии, в Южной Америке. В 1927 году на «Хаэль» работает 67 сотрудников.
В августе 1928 года, во время поездки на Лейпцигскую международную ярмарку, в результате аварии погибают братья Густав и Даниель Лёбенштейн. Фирму возглавляет Маргарет. Она регулярно выставляет изделия своих мастерских на различных экспозициях, в Бреслау (1929) и на Лейпцигской ярмарке. В то же время с началом мирового экономического кризиса в 1927 году доходы мастерских Хаэль, как и всей отрасли по производству фарфоровых и керамических изделий, резко сократились — что следует из бухгалтерской отчётности мастерских за 1927—1932 годы. Продажи и производство было ограничено запасами ранее созданных изделий. Осенью 1932 года фирма «Хаэль» в последний раз участвует в работе Лейпцигской ярмарки. В том же году Маргарет Хейман вынуждена из финансовых соображений уволить коммерческого директора фирмы, работавшего в «Хаэль» со времени смерти Густава Лёбенштейна.
В июле 1933 года, после смерти своего младшего сына Штефана, Маргарет Хейман принимает решение закрыть мастерские «Хаэль». После прихода к власти в Германии национал-социалистов на Маргарет были написаны двумя её бывшими работниками доносы с обвинениями во «враждебных настроениях». Чтобы избежать ареста, художница вместе со вторым сыном вынуждена была бежать на остров Борнхольм, в Данию. Она также пытается начать «новую жизнь» в Палестине, приехав в Иерусалим. В августе 1933 года были конфискованы произведённые фирмой «Хаэль» товары, хранившиеся на складе. Сложное экономическое положение и в отрасли, и в стране, сделали невозможным дальнейшее руководство мастерскими еврейкой по происхождению Маргарет и вынудили её в 1934 году продать предприятие вместе с занимаемым им земельным участком за сумму, значительно меньшую их реальной стоимости (за 45 тысяч рейхсмарок). В работе основанной в мае 1934 года новой фирме по выпуску керамических изделий на основе предыдущего производства «Хаэль» (HB-Werkstätten) в значительной мере использовались образцы товара и идеи Маргарет Хейман (например, сервиз «Норма», презентированный в 1934—1935 годы на Лейпцигской ярмарке). В мае 1935 года в нацистской прессе искусство Маргарет Хейман начинает характеризоваться как дегенеративное («Entartete Kunst»). В конце 1935 года проходит последняя выставка картин Маргарет в Берлине — в Еврейском культурном центре города.
В декабре 1936 года она через Амстердам эмигрирует в Великобританию. Первое время живёт в Лондоне, но летом 1937 года, при помощи своих бывших торговых партнёров, пробует заниматься своей профессией в новой для неё стране. Летом 1937 она получает место преподавателя керамического дизайна в Школе искусств в центре британского керамического производства, Стоктон-ан-Тренте. Ещё в феврале 1937 года там проходит выставка её картин и керамики. Уже в 1938 году проходят выставки её керамических работ и пейзажей в престижных лондонских галереях и фирмах по торговле произведениями искусства (Brygos-Gallery, Twentieth German Century Art, E. Brain’s & Co и др.). В 1938 году Маргарет, совместно со своим новым мужем, Гарольдом Марксом, создаёт фирму по выпуску художественной керамики, Greta-Pottery, завоёвывающую своей высококачественной продукцией значительных спрос в Великобритании. В годы Второй мировой войны художница живёт в Дербишире, в сельской местности, где много рисует и растит родившуюся в 1941 году дочь Франсис. В 1945 она возвращается в Лондон и открывает там мастерскую по производству керамических настенных рельефов, также ведёт художественные занятия в Кэмберуэльской школе искусств (Camberwell School of Arts & Crafts). Широко известны были также её мозаичные скульптурные работы, сделанные по заказу также эмигрировавшего из Германии в Великобританию архитектора Бернгарда Энгеля. Маргарет Маркс периодически выставляла свои работы в Британии, в том числе в Кардиффском университете в 1978 и в 1984 годах. Производила также изделия из серебра. В 1960 и 1966 годах создала две крупные настенные панно для здания официальных служб города Брэдфорд.
В 1961 году она была признана в ФРГ как «жертва преследований национал-социализма». В 1985 году получила от немецкого правительства денежную компенсацию за принудительно проданные ниже реальной цены предприятия «Хаэль». Значительная часть сохранившихся работ Маргарет Хейман находится на хранении в Еврейском музее Берлина. Её керамику можно видеть также в Британском музее в Лондоне, в музеях Кёльна, в Художественном музее Милуоки, в берлинском Музее прикладного искусства, в Смитсоновском музее дизайна в Нью-Йорке и др. Керамические работы Маргарет Хейман пользуются высоким спросом у коллекционеров.

## Дополнения
- Annette Bußmann. Grete Heymann-Loebenstein (нем.). fembio.org. Дата обращения: 21 июля 2025.
- Alice Rawthorn. A Distant Bauhaus Star (англ.). nytimes.com. Дата обращения: 21 июля 2025., The New York Times 1-11-2009
- Архивировано {{{2}}}., Stoke-on-Trent (на английском языке)
- Jüdisches Museum Berlin (нем.). objekte.jmberlin.de. Дата обращения: 21 июля 2025. (работы Маргариты Хейман в Еврейском музее Берлина)
- grete-marks-tea-service-mam. blog.mam.org. Дата обращения: 21 июля 2025. (Музей искусств Милуоки (Milwaukee Art Museum): Зелёный чайный сервиз)